# Abdul Ahad
Abdul Ahad (Rajshahi, Bangladés, 1918 - 14 de mayo de 1994) fue un bengalí letrista, director musical y renombrado exponente de las Rabindra Sangeet.
Desde temprana edad mostró un gran interés por la música. Después de matricularse en 1934 fue admitido en la Universidad de Calcuta, tomando a la vez lecciones de música clásica. Interpretó thungri en la radio de Calcuta y participó en competencias de música desde 1936, con una combinación de thungri con gazal. En 1938 se convirtió en el primer musulmán bengalí que fuera admitido en la Universidad Visva-Bharati de Santiniketan.
Después de pasar cuatro años en Santiniketan, se unió al sello discográfico La Voz de Su Amo de Calcuta el año de 1941, desempeñándose como profesor de música. Artistas famosos como Pankaj Mullick y Hemanta Kumar Mukhopadhyay trabajaron bajo su dirección, volviéndose popular por su participación como director musical en películas como Duhkhe Jader Jiban Gada, Asiya, Nabarun y Dur Hyay Sukh Ka Gaon.
- Datos: Q4665249